# 巧固球

巧固球运动的标志

巧固球（法語：Tchoukball）是一項球類運動，由瑞士生物学家赫爾曼·布蘭德（Hermann Brandt）在1970年代發明，由於球撞到球網的聲音類似法文的，故此被命名為Tchoukball，漢語遂音譯為「巧固球」。
它是一種沒有身體碰撞的運動，基本玩法是球員於3公尺半圓的禁區外射球，球反彈出禁區及落於場區內並且中途沒被對手球員接到球便可得分，比賽中途不能去搶對手的球，亦不能阻礙對方傳球、射球。

## 名稱
「巧固球」的球在網架上反彈時候的聲音類似法文的，引進這項運動到臺灣的方瑞民遂直接音譯為「巧固球」。

## 發展歷史

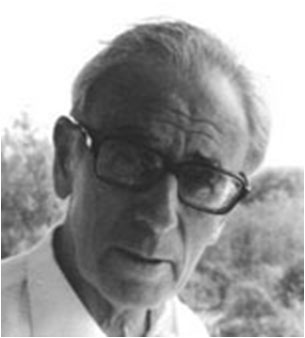
Dr. Hermann Brandt

1969年瑞士生物學家布蘭德博士（Prof. Hermann Brandt）將現有的遊戲，經精細的分析研究後，根據人類進化的原則、體育原理、現代工業的需求、人類行為的趨向等，從教育的團體遊戲觀點，聯合籃球、排球、壁網球（Basque Pelota），創造了巧固球。
他在日內瓦從事多年的實驗，研究如何把身體活動的科學知識應用到實際活動上的問題。1928年在瑞士體操協會中成立「運動醫學管制」機構，並因為其努力，不僅全州所採用，且普及於全瑞士境內。亦介紹女子排球與籃球運動到瑞士。更在1938年榮獲「法國運動機動協會」贈他該會之榮譽顧問頭銜，以承認其卓越貢獻。1960年法國政府頒贈他「傑出運動功臣」的頭銜。
其發明巧固球之經過如下：
一、布蘭德博士之一本書「從體育到競賽運動，其生物學觀點」研究生物進化之推展因素，發現「教育要素」最重要且有實際效果。二、依上面觀點，布蘭德博士研究教育要素，發現「團體遊戲方法」，對於培養有益社會之性格要素最有效，對於生物進化之總代理人類之發展文化最為有用。三、理論化階段：布蘭德博士1969年完成一篇研究論文「體育遊戲的科學評論」，入選國際體育聯盟（F.I.E.P.）之國際體育學術文獻會議之最高獎，批判現今之各種競賽運動，創造了巧固球。1970年8月16日在里斯本大學備贈予世界著名的「蘇林獎」（Thulin Prize），在他的理想及實際表現，及他對於現存所有遊戲透徹而精細的研究後，所產生的就是「巧固球」。
一段故事：
布蘭德博士看見璧網球，他覺得發明這運動者太好了，二個人互相打來打去，不會受傷，一個在左，另一個一定在右；然而推展不易，因為要蓋一座牆，很貴且移動性不好。苦思中，他聽到「tchouk」之聲音，他看到一個中風的病人，在醫院之協助下，正練習將一個球投入反彈網中，球的瞬間反彈，他必須立刻去接球，讓他的神經能快速反應，如此他終於找到他的理想運動。
| 时间           | 国家/地区  | 事件                                                        |
| -------------- | ---------- | ----------------------------------------------------------- |
| 1971年2月27日  | 法國       | 第1個國家巧固球協會成立                                     |
| 1971年4月18日  | 瑞士       | 第2個國家巧固球協會成立                                     |
| 1971年6月5日   | 國際       | F.I.T.B國際巧固球總會成立                                   |
| 1972年11月15日 | 瑞士日內瓦 | 布蘭德博士去世，法國Dr Théodore Werey接任國際巧固球總會會長 |
| 1972年12月9日  | 英國       | 第3個國家巧固球總會成立                                     |
| 1979年10月22日 | 中華民國   | 第4個國家巧固球協會成立                                     |
| 1981年5月22日  | 日本       | 第5個國家巧固球協會成立                                     |
| 1984年7月      | 大韓民國   | 第6個國家巧固球總會成立                                     |
| 1984年8月23日  | 中華民國   | 劉正豐接任國際巧固球總會會長                                |
| 1993年         | 阿根廷     | 第7個國家巧固球總會成立                                     |
| 1996年8月      | 英國       | John Andrews接任國際巧固球總會會長                          |
| 2000年7月      | 巴西       | 第8個國家巧固球總會成立                                     |
| 2000年7月      | 印度       | 第9個國家巧固球總會成立                                     |
| 2002年         | 美國       | 第10個國家巧固球總會成立                                    |
| 2000年8月      | 瑞士       | 瑞士Michel Farve接任國際巧固球總會會長                      |
| 2002年         | 加拿大     | 第11個國家巧固球總會成立                                    |
| 2002年         | 義大利     | 第12個國家巧固球總會成立                                    |
| 2004年         | 瑞士       | 瑞士丹尼爾接任國際巧固球總會會長                            |
| 2006年8月      | 中華民國   | 亞洲巧固球總會改名為亞洲太平洋巧固球總會                    |
| 2008年         | 奧地利     | 第13個國家巧固球總會成立                                    |
| 2008年         | 波蘭       | 第14個國家巧固球總會成立                                    |
| 2008年         | 新加坡     | 第15個國家巧固球總會成立                                    |
| 2009年7月27日  | 中華民國   | 亞太巧固球總會改組 正式成立獨立之組織                       |
| 2009年9月26    | 巴基斯坦   | 第16個國家巧固球總會成立                                    |
| 2009年9月26    | 馬來西亞   | 第17個國家巧固球總會成立                                    |
| 2009年9月26    | 澳門       | 第18個國家/地區巧固球總會成立                               |
| 2009年9月26    | 香港       | 第19個國家/地區巧固球總會成立                               |
| 2009年9月26    | 哥倫比亞   | 第20個國家/地區巧固球總會成立                               |
| 2009年9月26    | 迦納       | 第21個國家/地區巧固球總會成立                               |
| 2009年9月26    | 肯亞       | 第22個國家/地區巧固球總會成立                               |
| 2009年11月     | 瑞士       | 第23－30個國家/地區巧固球總會成立                           |

## 主要規則

### 場地

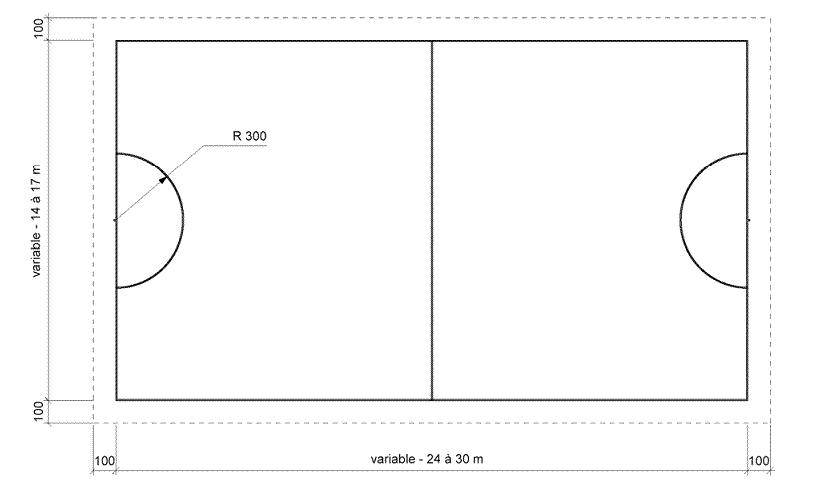
6/7人制巧固球比赛场地

- 單網賽：球場為15－20公尺之正方形。國家與國際比賽場地，必須長寬均為20公尺之正方形。
- 雙網賽：球場為長度30－40公尺，寬度15－20公尺之長方形。國家與國際比賽場地，必須為長40公尺，寬20公尺之長方形。

9人制双网赛的球場為長40米，寬20米的长方形；6人或7人制双网赛的球场为长24到30米，宽14－17米的长方形（国际巧联在高水平的比赛中推荐使用尺寸上限来构画球场，但一般比赛都直接使用篮球场来构画巧固球场。）；沙灘巧固球5人制双网赛的球场为长21到23米，宽11米到13米的长方形。

#### 禁區
所有类型的场地均以端線中點為圓心，3米為半徑畫一半圓為禁區。除沙滩赛外，所有球场边线中点应连成的中线。一般9人制比赛的场地可以由手球改造而成，6人或7人制的比赛场地可以由篮球场改造而成。長的一邊稱為邊線，短的一邊稱為端線，兩邊線中點畫一實線稱為中線。以端線中點為圓心，3公尺為半徑，向場內畫一半圓。在端線與圓弧內的地區（含線寬5公分），是為禁區。禁區外之場內區域，是為有效區。所有界線均包含於各區域之內，界線必須清晰，含線寬度為5公分。

#### 替補區
以紀錄台前球場邊線中央外60公分處為圖心，50公分為半徑，畫一圖圈，是為替補區。

#### 休息區
在紀錄台前面{旁}中線2公尺處，各畫長5公尺，寬1.5公尺之長方形，即為休息區。

### 比賽場地的選擇
巧固球運動比賽的場地非常多元，好的場地當然就是戶外綠油油的天然草地，總場次多的大型比賽往往都會選擇草地。另國際比賽通常考量天候的因素與觀賞性，大多利用室內場館，品質佳的木質地板亦是安全性較高的比賽場地。至於台灣多數學校採用的硬地，例如PU、水泥地或是柏油地，因為質地較硬、受傷機率較前者高出許多，並不是巧固球運動比賽場地的首選。必要時甚至利用泥土地比賽會比硬地比賽的安全性好上許多，唯泥土地容易受到天候影響。

### 反彈網

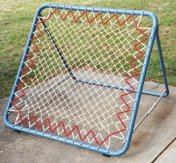
反弹网

反彈網為對角線100公分，網孔面70公分正方，網孔4公分正方之尼龍網，圍以邊長90公分正方鐵框，仰角60度。所有正式比賽網，均須符合國際巧固球總會之規定標準。反彈網應固定於禁區端線中央。
反弹网一般为可折叠的钢架结构，以方便折叠存放。

### 比賽用球
比賽用球以皮革或橡膠製成，為內充滿空氣之圓形球體。
- 12歲以下之男女學童採用一號球（圓周56公分，重400－450克）。
- 13歲以上採用二號球。球之圓周須為56－60公分（約22－23.6吋），重量須在400－475克之間（約1磅）。

每一比賽場地至少需備兩個比賽用球。

### 球員
單網賽每隊球員5人，最多3人上場比賽，其餘2人為替補球員。
雙網賽每隊球員12人，最多7人上場比賽，其餘5人為替補球員。
7人制雙網賽每隊球員12人，最多7人上場，最少5人。
5人制沙灘雙網賽每隊球員8人，最多5人上場，最少3人。
開賽時單網賽每隊至少須有4人上場，比賽中可依規定增至6人。任何一隊之球員減少至3人（含3人）以下時必須停止比賽，並判該隊該場失敗。雙網賽每隊至少6人上場，任何一隊球員不足5人（含5人）時，必須停止比賽，判該隊該場失敗。
球員因3次故意犯規，或因嚴重犯規而被判離場者，不得替補。
替補應向紀錄台登記，並於替補區行之，任何一隊得失1分後（死球）二位替補者握手，先出後進完成替補。如有不合法替補行為，判由對隊於記錄台前中線處發自由球。
球員須穿整齊隊服，並在胸前或背後標出與報名相同之隊名，及20公分正方之號碼（由1至15號，違者不得進場比賽）。
球員須穿沒有釘子的輕便運動鞋上場比賽。在草地比賽時，得允許其穿著鞋底有橡皮突出物的運動鞋上場。
上場球員不得配帶項鍊、手錶等飾物。
1. 一場比賽中球員因3次故意犯規，或1次嚴重犯規時，應判其喪失該次大會比賽資格。
2. 替補球員、職員不得在場外指導，違者第1次判故意犯規，第2次或之後判對隊得1分。
3. 上場球員中，必須指定1人為隊長。
4. 比賽主辦單位應準備隊長識別帶備用。

### 裁判員
一場比賽裡有3名裁判員負責。其中一名在場中；另外兩名裁判員在兩邊底線，裁判球員射球時有沒有越禁區界，球有沒有打到框，與及球碰網反彈過後是跌在禁區內外。

#### 裁判員手勢
- 隊員列隊：兩臂向前平伸，掌心相向，五指併攏。
- 召集雙方隊長：（1）拇指直豎，四指屈於掌心。（2）兩手置於胸前。
- 得分：單臂握拳上舉。
- 失分：單臂握拳側平舉，指向得分方。
- 帶球走：（1）兩手握拳，平屈胸前。（2）兩臂交互，向前繞圈。
- 超次（三傳三射）：（1）拇指屈於掌心，四指自然張開。（2）右臂右斜下伸。
- 三秒：（1）直伸三指。（2）右臂右斜下伸。
- 自由球：（1）食指伸直，其他四指屈於掌心。（2）指向發球點。
- 暫停：（1）兩手五指併攏直伸。（2）一手手指置於另一手掌心成丁字形高舉過頭。
- 踩線：一手握拳平屈於胸前，另一手掌平伸放置其上。
- 越區射網：一手握拳平屈於胸前，另一手掌平伸超越手臂放置其上。
- 阻擋：（1）兩手插腰。（2）必要時再指犯規球員。
- 球打框：（1）兩手在臉前做拱門。（2）指向發球點。
- 傳球未過中線：雙手前平舉、手腕下垂。
- 帶球撞人：一手握拳，一手掌張開碰在一起。
- 時間終了：兩臂握拳過舉，掌心向前。
- 警告：（1）故意犯規時舉黃牌。

### 比賽時間
比賽分為三局，每局之間休息5分鐘。每局比賽時間依球員年齡分組如下：
- 男青年（16－18歲）以上與男青少年（13－15歲）組，每局15分鐘。
- 女青年以上、女青少年及男女學童（12歲以下）組，每局12分鐘。
- 所有女生組、國小組、教師組與行政首長組每局比賽12分鐘，其餘各組比賽每局15分鐘。

比賽前，裁判員在球場中央，召集雙方球員面對面各排成列。行禮握手後，由裁判員擲硬幣選發球，勝的一隊由單網對面端線開球，即開始比賽。雙網賽時，攻隊由任何一端線外開球。發球過中線後，可攻向任何一網。
1. 比賽期間，開、停錶均由裁判員決定。
2. 決勝期不計時，以先得3分者為勝。但平分後連得兩分者為勝。
3. 任何比賽均須分出勝負。
4. 每局每隊得暫停一次，時間為1分鐘，但決勝期不得暫停。

### 計分
- 射網彈回比賽場內之球，未被對隊球員接獲時，判得1分，剛失1分之球隊，獲得發球權繼續比賽。
- 射網之球反彈入禁區或將球射入禁區時，判對隊得1分。
- 射網之球未能觸及網時，判對隊得1分。
- 射網彈回之球，落在場外時，判對隊得1分。
- 射網彈回之球，由射網球員本身觸及或接獲時，判對隊得1分。以3局總得分取優勝。

### 阻擋犯規
- 當攻隊球員正在傳球，射網或接球時，守隊球員不得有任何阻擋行為。
- 球員以雙腳站穩而身體與雙手均未移動時，亦視為阻擋行為。

### 射網次數
- 雙網賽時，每1網最多可連續射3次（兩隊合計），否則犯規。
- 發自由球時，射網次數重新計算。
- 單網賽時，不算射網次數。

## 歷屆賽事
| 年份   | 賽事                             | 主場       | 男子或18歲組冠軍 | 女子或18歲組冠軍 | 15歲以下男子冠軍 | 15歲以下女子冠軍 | 12歲以下男子冠軍 | 12歲以下女子冠軍 |
| ------ | -------------------------------- | ---------- | ---------------- | ---------------- | ---------------- | ---------------- | ---------------- | ---------------- |
| 1970年 | 第一屆世界巧固球錦標賽           | 瑞士       | 法國             | －               | －               | －               | －               | －               |
| 1980年 | 第二屆世界巧固球錦標賽           | 瑞士       | 中華臺北         | 中華臺北         | －               | －               | －               | －               |
| 1982年 | 第三屆世界巧固球錦標賽           | 法國       | 中華臺北         | 中華臺北         | －               | －               | －               | －               |
| 1984年 | 第四屆世界巧固球錦標賽           | 中華臺北   | 中華臺北         | 中華臺北         | －               | －               | －               | －               |
| 1987年 | 第五屆世界巧固球錦標賽           | 瑞士       | 中華臺北         | 中華臺北         | －               | －               | －               | －               |
| 1989年 | 世界運動會巧固球錦標賽           | 德国       | 中華臺北         | 中華臺北         | －               | －               | －               | －               |
| 2003年 | 第一屆亞太巧固球錦標賽           | 印度       | 中華臺北         | 中華臺北         | －               | －               | －               | －               |
| 2004年 | 第六屆世界巧固球錦標賽           | 中華臺北   | 瑞士             | －               | －               | －               | －               | －               |
| 2004年 | 第一屆世界青少年巧固球錦標賽     | 中華臺北   | 中華臺北         | 中華臺北         | －               | －               | －               | －               |
| 2005年 | 第一屆世界沙灘巧固球錦標賽       | 瑞士       | 中華臺北         | 中華臺北         | －               | －               | －               | －               |
| 2006年 | 第二屆亞太巧固球錦標賽           | 中華臺北   | 中華臺北         | 中華臺北         | －               | －               | －               | －               |
| 2007年 | 第三屆亞太巧固球錦標賽           | 中華臺北   | 中華臺北         | 中華臺北         | －               | －               | －               | －               |
| 2009年 | 第一屆亞太大學巧固球錦標賽       | 中國香港   | 中華臺北         | 中華臺北         | －               | －               | －               | －               |
| 2009年 | 高雄世界運動會巧固球邀請賽       | 中華臺北   | 中華臺北         | 中華臺北         | －               | －               | －               | －               |
| 2010年 | 第一屆泛美巧固球錦標賽           | 巴西       | 巴西             | 巴西             | －               | －               | －               | －               |
| 2010年 | 第四屆亞太巧固球錦標賽           | 新加坡     | 中華臺北         | 中華臺北         | －               | －               | －               | －               |
| 2010年 | 第一屆亞太青少年巧固球錦標賽     | 新加坡     | 中華臺北         | 中華臺北         | －               | －               | 中國香港         | 中華臺北         |
| 2010年 | 第一屆非洲巧固球錦標賽           |            | 多哥             | －               | －               | －               | －               | －               |
| 2010年 | 第四屆歐洲巧固球錦標賽           | 英国       | 瑞士             | 瑞士             | －               | －               | －               | －               |
| 2011年 | 第二屆世界青少年巧固球錦標賽     | 奥地利     | 義大利           | 中華臺北         | 新加坡           | 義大利           | 中華臺北         | －               |
| 2011年 | 第七屆世界巧固球錦標賽           | 義大利     | 中華臺北         | 中華臺北         | －               | －               | －               | －               |
| 2011年 | 第二屆亞太大學巧固球錦標賽       | 中華臺北   | 中華臺北         | 中華臺北         | －               | －               | －               | －               |
| 2011年 | 第一屆東南亞巧固球錦標賽         | 越南       | 菲律賓           | 新加坡           | －               | －               | －               | －               |
| 2012年 | 第二屆泛美巧固球錦標賽           | 乌拉圭     | 巴西             | 巴西             | －               | －               | －               | －               |
| 2012年 | 第五屆亞太巧固球錦標賽           | 菲律賓     | 中華臺北         | 中華臺北         | －               | －               | －               | －               |
| 2012年 | 第二屆亞太青少年巧固球錦標賽     | 马来西亚   | 中華臺北         | 新加坡           | 中華臺北         | 中華臺北         | 中華臺北         | 中華臺北         |
| 2012年 | 第一屆南亞巧固球錦標賽           | 尼泊尔     | 印度             | －               | －               | －               | －               | －               |
| 2012年 | 第二屆非洲巧固球錦標賽           | 多哥       | 多哥             | －               | －               | －               | －               | －               |
| 2013年 | 第二屆東南亞巧固球錦標賽         | 泰國       | 新加坡           | 新加坡           | －               | －               | －               | －               |
| 2013年 | 第三屆世界青少年巧固球錦標賽     | 中華臺北   | 中華臺北         | 中華臺北         | 中華臺北         | 中華臺北         | 中華臺北         | －               |
| 2013年 | 第一屆亞太沙灘巧固球錦標賽       | 泰國       | 中華臺北         | 新加坡           | －               | －               | 中華臺北         | －               |
| 2013年 | 第三屆亞太大學巧固球錦標賽       |            | 菲律賓           | 中華臺北         | －               | －               | －               | －               |
| 2014年 | 第三屆泛美巧固球錦標賽           | 哥伦比亚   | 巴西             | 哥伦比亚         | －               | －               | －               | －               |
| 2014年 | 第六屆亞太巧固球錦標賽           | 中華臺北   | 中華臺北         | 中華臺北         | －               | －               | －               | －               |
| 2014年 | 第三屆亞太青少年巧固球錦標賽     | 新加坡     | 中華臺北         | 中華臺北         | 中華臺北         | 中華臺北         | 中華臺北         | 中華臺北         |
| 2014年 | 第五屆歐洲巧固球錦標賽           | 德国       | 奥地利           | 瑞士             | －               | －               | －               | －               |
| 2014年 | 第三屆非洲巧固球錦標賽           |            | 多哥             | －               | －               | －               | －               | －               |
| 2014年 | 東非巧固球錦標賽                 | 乌干达     | 乌干达           | －               | －               | －               | －               | －               |
| 2014年 | 第二屆南亞巧固球錦標賽           | 尼泊尔     | 印度             | －               | －               | －               | －               | －               |
| 2015年 | 第八屆世界巧固球錦標賽           | 中華臺北   | 中華臺北         | 中華臺北         | －               | －               | －               | －               |
| 2015年 | 第四屆世界青少年巧固球錦標賽     | 新加坡     | 新加坡           | 新加坡           | 中華臺北         | 中華臺北         | 中華臺北         | 新加坡           |
| 2015年 | 第四屆亞太大學巧固球錦標賽       | 马来西亚   | 中華臺北         | 中華臺北         | －               | －               | －               | －               |
| 2015年 | 第三屆東南亞巧固球錦標賽         | 马来西亚   | 新加坡           | 新加坡           | －               | －               | －               | －               |
| 2016年 | 第一屆東亞巧固球錦標賽           | 中国       | 中華臺北         | －               | －               | －               | －               | －               |
| 2016年 | 第三屆南亞巧固球錦標賽           | 印度       | 印度             | －               | －               | －               | －               | －               |
| 2016年 | 第七屆亞太巧固球錦標賽           | 中国       | 中華臺北         | 中華臺北         | －               | －               | －               | －               |
| 2016年 | 第四屆泛美巧固球錦標賽           | 墨西哥     | 巴西             | 乌拉圭           | －               | －               | －               | －               |
| 2016年 | 第五屆歐洲巧固球錦標賽           | 捷克       | 奥地利           | 瑞士             | －               | －               | －               | －               |
| 2016年 | 第一屆歐洲青少年巧固球錦標賽     | 捷克       | 義大利           | －               | 義大利           | 奥地利           | 捷克             | －               |
| 2016年 | 第四屆亞太青少年巧固球錦標賽     | 中華臺北   | 中華臺北         | 中華臺北         | 中華臺北         | 中華臺北         | 中華臺北         | 中華臺北         |
| 2016年 | 第四屆非洲巧固球錦標賽           |            | 喀麦隆           | －               | －               | －               | －               | －               |
| 2017年 | 第一屆世界大學巧固球錦標賽       | 新加坡     | 中華臺北         | －               | －               | －               | －               | －               |
| 2017年 | 第二屆世界沙灘巧固球錦標賽       | 中華臺北   | 中華臺北         | 中華臺北         | －               | －               | －               | －               |
| 2017年 | 第一屆世界沙灘青少年巧固球錦標賽 | 印度尼西亞 | 中華臺北         | 中華臺北         | 中華臺北         | 中華臺北         | 中華臺北         | 中華臺北         |

## 歷屆國際巧固球總會會長
| 國籍     | 姓名               | 任期           | 總會設置地點 |
| -------- | ------------------ | -------------- | ------------ |
| 瑞士     | Dr. Hermann Brandt | 1971年－1972年 | 瑞士日内瓦   |
| 法國     | Dr. Théodore Werey | 1972年－1984年 | 法國         |
| 中華臺北 | 劉正豐             | 1984年－1996年 | 臺灣桃園縣   |
| 英国     | John Andrews       | 1996年－2000年 | 英国         |
| 瑞士     | Michel Farve       | 2000年－2004年 | 瑞士         |
| 瑞士     | Daniel Bushbeck    | 2004年－2009年 | 瑞士日内瓦   |
| 中華臺北 | 黃進成             | 2009年－2017年 | 臺灣高雄市   |
| 中華臺北 | 方慎思             | 2017年－2021年 | 臺灣新北市   |
| 中華臺北 | 黃進成             | 2021年－       | 臺灣高雄市   |

## 外部連結
- 國際巧固球總會 （页面存档备份，存于）
- 亞太巧固球總會 （页面存档备份，存于）
- 中華民國巧固球協會
- 台灣巧固球協會
- （页面存档备份，存于）
- 國際巧固球規則[永久]
- Channel Tchoukball TV
- YouTchouk.com （页面存档备份，存于）
- 桃園縣巧固球委員會
- 明報：巧固球考你腦筋 （页面存档备份，存于）